# Songbones
Songbones is het derde album van de Amerikaanse singer-songwriter Grayson Capps.
Dit album is in een gelimiteerde oplage van 5000 stuks verschenen als collector's item voor de fans die wachten op het volgende album, en bevat een reeks songs die Capps in (2002) samen met Tom Marron op fiddle en mondharmonica in een huiskamersessie na afloop van een optreden opnam. Vier van de tien nummers verschenen niet eerder op de later opgenomen albums If you knew my mind (2005) en Wail & Ride (2006), maar de sobere akoestische uitvoering laat de liedjes (volgens Capps) horen in their most naked form for what they are: Songbones.

## Musici
- Grayson Capps – zang en akoestische gitaar;
- Tom Marron – viool en mondharmonica

## Tracks
1. Slidell
2. Washboard Lisa
3. Guitar
4. Graveyard
5. I Can't Hear You (listen)
6. Mermaid
7. Junior
8. Junkman
9. Psychic Channel Blues
10. I See You